# Hrouda (Ralská pahorkatina)
Hrouda (452 m n. m., německy Balleberg) je vrch v okrese Česká Lípa Libereckého kraje. Leží asi 1,5 kilometru západojihozápadně od města Cvikov na jeho katastrálním území.

## Popis vrchu
Je to suk ve tvaru rozložité strukturní kupy, mírně protažené ve směru SZ–JV. Kupa je tvořena pronikem čedičovité horniny vypreparované z okolní plošiny ze svrchnokřídových křemenných pískovců a vápnitých jílovců. Podstavcová plošina je ukloněná k jihovýchodu, takže východní svahy jsou příkřejší a vyšší. Západní svahy klesají nejprve mírně, ale za hranou plošiny padají prudce do údolí Dobranovského potoka (Údolí samoty). Vrchol je porušen malým kamenolomem. Vrch zcela pokrývá převážně jehličnatý les.

## Z historie
V lese na severovýchodním úpatí vrchu je místo dříve nazývané Sterbetelle (údolíčko umírání) s pamětním křížem, připomínajícím první cvikovské oběti moru z roku 1680. Na místě, kde byly oběti pohřbeny, nechal cvikovský továrník Josef Niessner v roce 1895 postavit pamětní kříž.

## Geomorfologické zařazení
Vrch náleží do celku Ralská pahorkatina, podcelku Zákupská pahorkatina, okrsku Cvikovská pahorkatina, podokrsku Sloupská vrchovina a Svojkovské části.

## Přístup
Hrouda je snadno dosažitelná z Cvikova, kde se dá nejblíže zanechat automobil. Z města vede zelená turistická stezka Údolím samoty po severní a západní straně Hroudy. Z opačné strany vede z města i modrá a žlutá stezka směřující mělkým sedlem mezi Hroudou a jen 1 kilometr jjv. ležícím Chudý vrchem (433 m n. m.) Zatímco žlutá stezka na rozcestí U posedu uhýbá na jih, modrá se krátkým a strmým Údolím vzdechů kolmo napojuje na Údolí samoty. Až na vrchol Hroudy se dá vyjít po síti lesních cest.